# Iphisomus
Iphisomus är ett släkte av skalbaggar. Iphisomus ingår i familjen vivlar.

## Dottertaxa tillIphisomus, i alfabetisk ordning[1]
- Iphisomus amplicollis
- Iphisomus callosus
- Iphisomus cinereus
- Iphisomus cylindricus
- Iphisomus denticulatus
- Iphisomus depressus
- Iphisomus elegans
- Iphisomus exclamationis
- Iphisomus falciger
- Iphisomus gracilicornis
- Iphisomus griseus
- Iphisomus ignavus
- Iphisomus kalaharicus
- Iphisomus macer
- Iphisomus mandibularis
- Iphisomus manicanus
- Iphisomus mysticus
- Iphisomus naupactoides
- Iphisomus opacus
- Iphisomus ovalipennis
- Iphisomus peregrinus
- Iphisomus perforatus
- Iphisomus perrieri
- Iphisomus physapus
- Iphisomus saegeri
- Iphisomus scapulatus
- Iphisomus silaceis
- Iphisomus swinnertoni
- Iphisomus swynnertoni
- Iphisomus viridanus
- Iphisomus viridianus
- Iphisomus viridisparsus
- Iphisomus zuluensis